# Torre del Rei
La Torre del Rei o Torre del cap d'Orpesa, en el terme municipal d'Orpesa (Plana Alta, País Valencià), és una torre de guaita situada al cap d'Orpesa, a prop del far, a 20 msnm i a 40 metres del mar, en una zona actualment urbanitzada.

## Història
El 25 de setembre de 1413, Ferran I autoritza la construcció de la torre, a petició de la població, però amb l'obligació de construir també una capella i una fortalesa, i que el finançament es faça mitjançant almoines demanades per tots els indrets de la Corona d'Aragó. Aquestes exigències del rei alentiren la construcció del conjunt. La torre fou el primer element bastit, i fou acabada probablement al voltant de 1428, la fortalesa es construeix entre les darreries del segle xv i el començament del segle següent, i la capella a finals del segle xvi ja estava acabada.
Joan de Cervelló, senyor d'Orpesa, en 1534 reedifica i amplia la torre per assegurar el senyoriu front els atacs dels pirates, i al voltant de 1540 la torre li és cedida o venuda pel rei. Anys després, en 1568, el seu fill Pere de Cervelló, ven la torre a Felip II, tot i que conserva la custòdia, aquesta vegada en nom del rei i amb un salari anual per a ell i per a una guarnició de catorze soldats. El senyoriu manté la custòdia fins a 1576 en què es fa càrrec la Guàrdia costanera del regne de València.
Entre 1619 i 1623 es realitzen obres al castell d'Orpesa, i és possible que durant aquests anys fora quan es derruïren els altres edificis, i quedara aïllada la torre.
Durant la guerra del Francès la guarnició aconsegueix resistir a les forces franceses, després de rendir-se el castell, fins a la retirada en un vaixell anglès.
La torre, propietat de la Diputació Provincial, ha estat cedit el seu ús a l'Ajuntament d'Orpesa l'any 2007.
La Torre es troba sota la protecció genèrica de la Disposició Addicional Segona de la Llei 5/2007, de 9 de febrer, de la Generalitat Valenciana, del Patrimoni Cultural Valencià, on es qualifica com Bé d'Interès Cultural.

## Arquitectura
Torre quadrada de 17,40 metres de costat on el mur de la torre antiga queda envoltat pel nou mur, amb una grossària de 3,60 m en la planta baixa i 2,90 m en la resta de les plantes. La torre s'alça 15,70 metres.

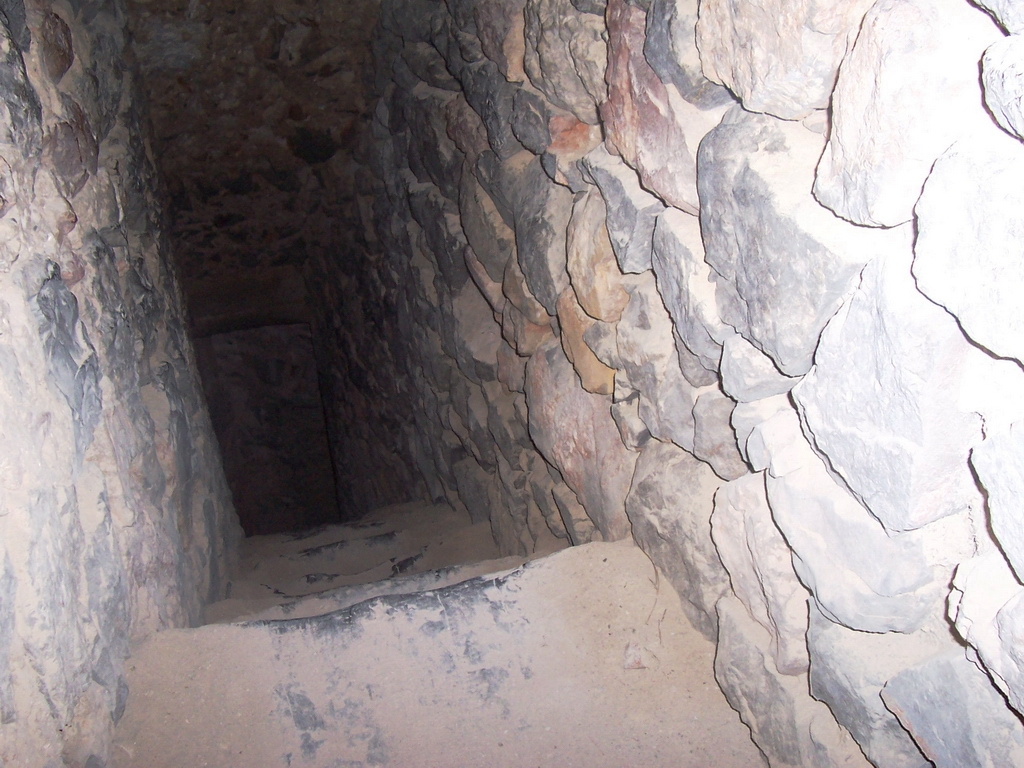
Escala

La torre compta amb planta baixa, planta principal, planta alta o terrat, i un camí de ronda sobrealçat pel mur protegit per una barana. La planta baixa i la principal tenen la mateixa distribució, amb dues sales iguals cobertes amb volta de canó, però amb la direcció de les sales perpendiculars una planta amb l'altra. La planta alta no té sostre ni cap divisió interior. L'escala que comunica les distintes plantes passa per dins del mur.
Del prisma de l'edifici sobresurten, a nivell de terra, dues caponeres semicirculars situades en arestes oposades i per davant de la porta d'accés hi havia un mur barbacana del qual poca cosa queda, i a nivell de la planta alta, sobre les arestes lliures de caponeres, dues garites.
L'edifici fou construït amb carreus ben treballats a la part exterior i per realitzar les obertures defensives, mentre l'interior fou realitzat amb maçoneria de pedra i morter de calç.
Els murs presenten obertures defensives i de llum. Les caponeres tenen cadascuna tres troneres, i cada garita tres petites troneres i tres espiells. En la planta principal dues finestres en la cara nord i dos troneres i 4 espiells en cada parament. I en la planta superior, cada parament és defensat per 3 troneres i 6 espiells.